# Легат Јакоба Келша
Легат Јакоба Келша је посебна библиотека целина Градске библиотеке "Карло Бијелицки" у Сомбору који је основан 1967. године и смештен је у библиотечком огранку у Народној књижници и читаоници у Бездану.

## Живот и каријера дародавца
Јакоб Келш (Kelsch Jakab) рођен је у Бездану 1890. године. Изучио је штампарски занат и постао штампар. Пре рата је радио у Бездану, а касније се преселио и запослио у Новом Саду, где је и преминуо. 

## Историјат формирања легата
Народној књижници и читаоници у Бездану 1965, од инвентара поклонио је стилски орман за књиге, а исте године је почео да поклања и купује књиге за Књижницу. Избор је вршио сам, обилазећи књижаре, сајмове и антикварнице, поштом их слао у Народну књижницу, те је на тај начин зачета библиотека овог легата. 
Поводом Дана Библиотеке у Сомбору на свечаној седници Савета, 19. марта 1967. године,  поред краћег извештаја о животу и раду оснивача Библиотеке Карла Бијелицког, под називом "Уместо парастоса и венца", прочитано је и закладно писмо Јакоба Келша. Овим писмом, он је обавестио Сомборску библиотеку да Народној књижници и читаоници у Бездану поклања 30.000 динара за набавку књига. Овај чин представља и званично формирање библиотеке легата у стварању. 
Келш је тестаментом завештао новчана средства за набавку књига за Народну књижницу и читаоницу у Бездану, а услов дародавца био је да све купљене књиге буду на мађарском језику.
Године 1971. износ од тадашњих 18.000 динара уложен је на две штедне књижице (по 8.000 и по 10.000 динара). По тадашњем курсу то је било 1.200 долара. Еквивалент вредности тадашњих 18.000 динара је око 760.000 садашњих динара. Ова новчана средства су орочена, а од камате су током година куповане књиге за огранак у Бездану. Последња куповина обављена је 1991. године.

## О легату
Легат Јакоба Келша чини 4.435 библиотечко-информационих јединица.
Легат има посебну књигу инвентара, а свака јединица обележена је печатом – ex libris на коме је, на мађарском језику, назначено да је то поклон Јакоба Келша Народној књижници и читаоници у Бездану (Kelsch Jakab ajándéka a Bezdáni Népkönyvtár és Olvasóterem tulajdona). 
Формиран је лисни алфабетски (абецедни) и стручни каталог.
Легат је смештен у посебну просторију по систему УДК, односно УДК број је уједно и сигнатура.
На зиду се налази спомен-плоча дародавца и његов велики портрет, рад Ивана Јакобчића, академског сликара из Сомбора.

## Галерија
- Легат Јакоба Келша
- Легат Јакоба Келша
- Спомен-плоча са именом дародавца